# Michael Moore (officer)
Michael Moore, född 1953 i London, England, är officer i svenska Flygvapnet med generalmajors grad. Moore gick aspirant- och kadettskola 1973-76. Stridslednings- och utbildningstjänster i Flygvapnet 1976-88. Militärhögskolans (MHS) högre kurs 1988–1990, Försvarsstaben 1990-92. Mellan 1992 och 1995 var Moore lärare och kurschef vid MHS och mellan 1996 och 2000 ställföreträdande, sedan chef för Strategiavdelningen. Han var militär rådgivare åt försvarsministern 2000-2004 innan han fick ansvar för långsiktiga planerings- och utvecklingsfrågor 2004–2007. Från våren 2007 till 2010 tjänstgjorde Moore som Försvarsmaktens utvecklingschef. Från 1 september 2010 är Moore chef för enheten för militär förmåga och insatser (MFI) Försvarsdepartementet.
Moore är ledamot av Kungliga Krigsvetenskapsakademien sedan 2007.